# Moritz Heyne
Moritz Heyne (8. juni 1837 i Weissenfels – 1. marts 1906 i Göttingen) var en tysk germanist.
Heyne blev 1869 Prof. ord. i gammeltysk Litteratur i Halle, 1870 kaldet til Basel og 1883 til Göttingen; har udgivet
Laut- und Flexionslehre der altgermanischen Sprachstamme (1862, 3. Opl. 1874) samt glosserede studieudgaver af Ulfilas, Beowulf, Heliand. Han havde desuden vigtig lod i udgivelsen af Grimms store Ordbog, og udg. selv en Deutsches Wörterbuch (3 bind, 1889—95), Kleine Ausgabe (1896); posthumt udgavs Das altdeutsche Handwerk (1908).